# Okręg Pomorze Zachodnie
Okręg Pomorze Zachodnie (III) – jednostka administracyjna istniejąca na zajętych przez Polskę ziemiach Pomorza Zachodniego w latach 1945–1946.
Okręg powstał 14 marca 1945. Obejmował tereny Pomorza Zachodniego, które zostały włączone do Polski. 28 czerwca 1946 został rozwiązany i włączony do województwa szczecińskiego.
Zarządcą Okręgu był pełnomocnik rządu na Okręg Pomorze Zachodnie: najpierw Józef Aleksander Kaczocha, a od 11 kwietnia 1945 – Leonard Borkowicz.